# Edward Pellew, 1:e viscount Exmouth

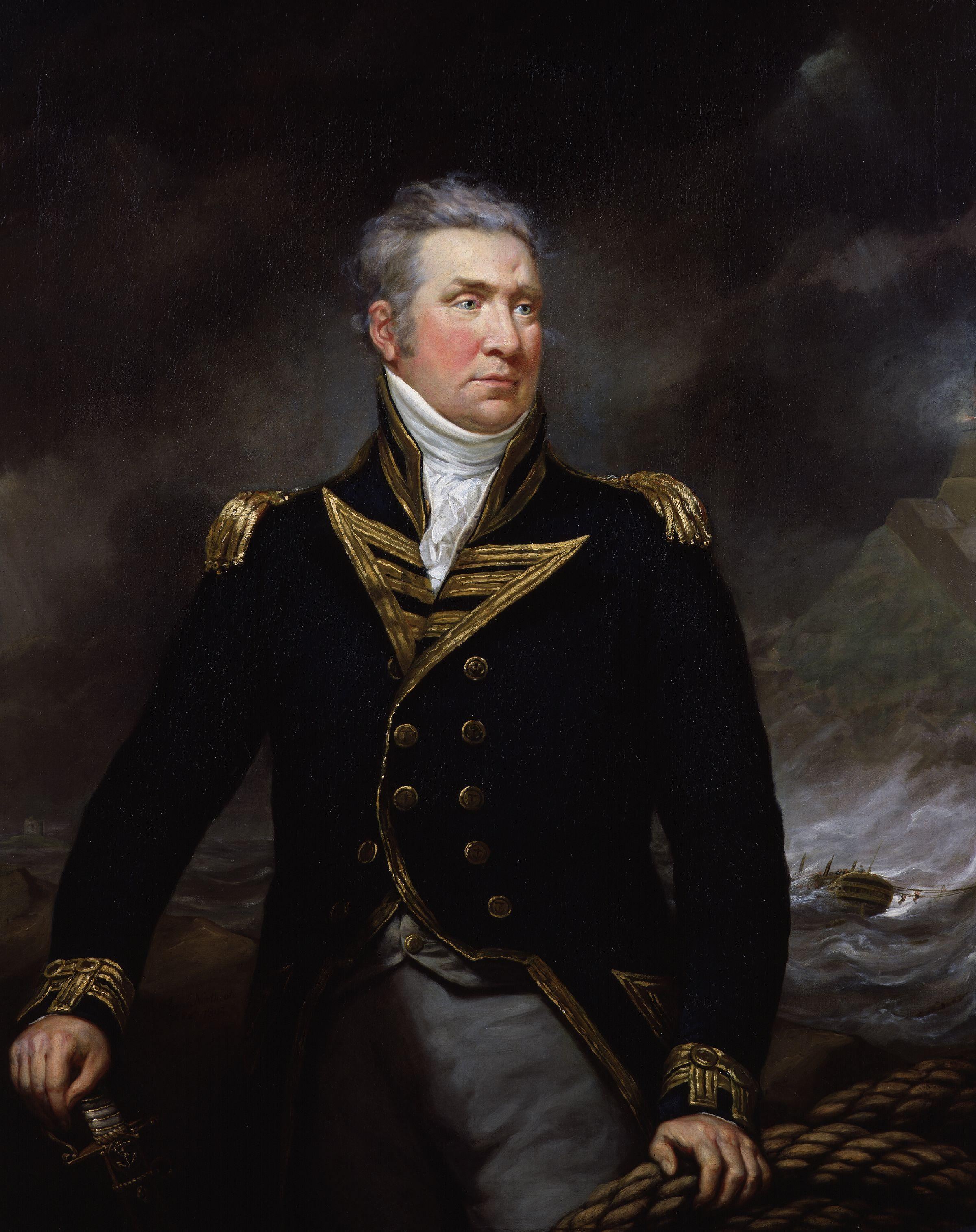
Edward Pellew, 1:e viscount Exmouth.

Edward Pellew, 1:e viscount Exmouth, född 19 april 1757, död 23 januari 1823, var en brittisk sjömilitär.
Exmouth deltog redan som kadett med utmärkelse i Nordamerikanska frihetskriget 1775–83. Under kriget mot Frankrike utmärkte han sig både som fartygschef och eskaderchef vid ett flertal tillfällen, blev 1796 baronet, 1804 konteramiral och 1810 viceamiral. Sistnämnda år förde Exmouth befälet över en flotta i Nordsjön och blockerade Schelde samt 1811 som befälhavare över Medelhavsflottan i Toulon. Han blev pär 1814 och tvingade 1816 dejen av Algeriet efter bombardemang av Alger att avskaffa slaveriet, varigenom mer än 3 000 slavar frigavs. Exmouth tog 1820 avsked och utnämndes kort före sin död till amiral.